# Jem
Джемма Александер (нар. 18 травня 1975 року), відома під сценічним ім'ям Jem, валлійська співачка, автор пісень і продюсер.
Музичний стиль Джем різноманітний і охоплює такі жанри, як трип-хоп, електроніка, попрок і нова хвиля, причому критики часто асоціюють її з іншими британськими музикантами Dido і Бет Ортон.

## Ранні роки
Джемма Гріффітс народилася в Пенарті, Уельс, невеликому містечку поблизу столиці Уельсу, Кардіффа, 18 травня 1975 року. Співати та писати пісні почала навчаючись у школі. У ранні шкільні роки досліджувала свої музичні інтереси за допомогою сімейного фортепіано, написавши першу пісню у віці тринадцяти років. У Джемми є троє братів і сестер, старша сестра Хлоя (чия фотографія з’явилася на першому EP), старша сестра Джорджія, яка співала у валлійській інді/панк-групі Weapons of Mass Belief разом із братом Джастіном, відомим також як музикант Yestyn або Glass Pear
У 1993 році Jem переїхала до Брайтона, щоб вивчати право в Університеті Сассекса. Частково це рішення було зумовлено тим, що її батько був юристом, а також тому, що старша сестра навчалася в університеті до неї. Джем припускала, що це був найкращий шлях для неї на той час, проте не мала наміру ставати юристом, і продовжувала займатися музикою протягом навчання. Як під час навчання, так і після закінчення в 1996 році, Джем працювала промоутером клубів і фестивалів, а також почала працювати діджеєм на жвавій клубній сцені Брайтона.

## Кар’єра

### 1999–2006:It All Starts Here...таFinally Woken
На початку 1998 року разом з Адамом Фріландом Jem стала співзасновником та допомагала керувати спеціалізованим лейблом брейкбіт/хіп-хоп Marine Parade. Однак, провівши два роки, виступаючи агентом і промоутером інших музикантів-початківців, незабаром відчула, що занадто довго нехтувала власною музичною кар'єрою. В листопаді 1999 року вона здивувала своїх, залишивши Брайтон і повернувшись до Уельсу, де зібрала мобільну студію звукозапису і зосередилася на розвитку власних навичок написання пісень і музичного виробництва, завершивши збірку з чотирьох демо, які врешті допомогли їй пробитися в музичну індустрію.
У 2000 році Джем переїхала до Лондона, де познайомилася з менеджером Sugababes Сарою Стеннетт. Стеннет познайомила її з іншими авторами та продюсерами. Через два дні після її першої сесії написання творів із відомим електронним продюсером Гаєм Сігсвортом (Б'єрк, Frou Frou) народилася пісня «Nothing Fails», а текст згодом підібрала Мадонна для свого студійного альбому 2003 року American Life. У 2001 році Jem поїхала до Брукліна, Нью-Йорк, і працювала з продюсером хіп-хопу Ge-Ology (Мос Деф, Таліб Квелі) і співпродюсером Йоадом Нево. У березні 2002 року, під час поїздки в Лос-Анджелес зайшла на незалежну радіостанцію KCRW, щоб залишити демо пісні «Finally Woken» у поштовій скриньці Ніка Харкорта. Харкорт був першим американським діджеєм, що грав Coldplay, Нору Джонс і Dido, і відразу ж почав грати її у своєму шоу Morning Becomes Eclectic. Трек швидко став однією з найбільш затребуваних пісень на радіостанції, Jem увійшла до п'ятірки найкращих виконавців 2003 року. 
ATO Records запропонували їй контракт на звукозапис, і вона підписала його. 13 жовтня 2003 року, готуючись до випуску повноформатного альбому, ATO випустили EP під назвою It All Starts Here..., що складається з п'яти адаптованих демо. В очікуванні виходу альбому Jem переїхала до Лос-Анджелеса.
Телевізійне шоу Чужа сім'я була першою, де використали музику Jem у кількох своїх епізодах. З того часу кожна пісня з альбому з'явилася в різних телевізійних шоу, таких як Клієнт завжди мертвий, Відчайдушні домогосподарки, Без сліду і Анатомія Грей. До оригінального EP було додано шість додаткових композицій, а повноформатний студійний альбом Finally Woken вийшов у США 24 березня 2004 року. «They» став провідним синглом у Великій Британії, випущеним 13 березня 2005 року. Після нього вийшов «Just a Ride» у червні та «Wish I» у вересні, яка в той час використовувалася як мелодія для популярної британської реаліті-програми Celebrity Love Island. Jem швидко завоювала популярність у Сполученому Королівстві, її альбом провів 32 тижні в британському чарті альбомів у березні, досягши 6-го місця.

### 2007–2009:Down to Earth
У 2006 році Jem вирішила припинити гастролі та витратити рік на написання нового матеріалу та запис свого другого студійного альбому. Протягом наступних кількох років вона працювала з Джеффом Бассом (якому приписується відкриття Емінема) в Детройті, а також зустрічалася з Лестером Мендесом (Неллі Фуртаду, Сантана, Шакіра) в Лос-Анджелесі. Продюсери Майк Бредфорд (Кід Рок, Deep Purple) і Грег Курстін (Кайлі Міноуг, Бек, The Bird and the Bee) також співпрацювали з Jem. Відсутність певної жанрової класифікації фактично ускладнювала для ATO маркетинг проєкту. Під час виробництва альбому Jem написала та передала свій вокал до пісні «Once in Every Lifetime» для саундтреку фільму Ерагон.
Другий студійний альбом Down to Earth випущений у США, Канаді та Японії 18 вересня 2008 року, а європейський випуск альбому відбувся в період з січня по березень 2009 року. Альбом досяг 48-го місця в Billboard 200 і 64-ого в UK Albums Chart. Головний сингл альбому "It's Amazing" спочатку з'явився в саундтреку до фільму "Секс і місто" 2008 року. Наступні сингли з альбому включали: «Crazy» у серпні 2008 року, «And So I Pray» у травні 2009 року та «I Want You To...» у жовтні 2009 року, однак не принесли такого великого комерційного успіху як дебютний альбом.

### 2010–2016: Інші проєкти таBeachwood Canyon
З березня по вересень 2011 року Джем працювала над випуском альбому на честь 10-ї річниці терактів 11 вересня. Вона спродюсувала та записала пісню для збірника під назвою Ten Years On: A Collection of Songs in Remembrance of 11th September 2001. Також на ньому присутні Pink Floyd, Аланіс Моріссетт та Джон Ледженд. Альбом видавався обмеженим тиражем протягом двох років, його виробництво припинилось у вересні 2013 року.
У 2012 році Jem повернулася до продюсування майбутнього третього альбому Beachwood Canyon. У листопаді записала треки на Grand Master Studios у Голлівуді й спочатку релізу очікували на початку 2013 року. Цю дату було продовжено до осені, потім перенесли реліз на 2014 рік. В той же рік Jem повідомила, що має сильне бажання перейти в кіноіндустрію, витратила кілька років на написання сценарію і працює дебютним фільмом.
У січні 2016 року Джем оголосила на сторінці у Facebook про офіційний вихід альбому Beachwood Canyon на весну 2016 року. Перший сингл «Beachwood Canyon» був випущений 1 липня. 5 серпня 2016 року альбом вийшов в усьому світі у цифровому форматі.

## Дискографія

### Студійні альбоми
- Finally Woken (2004)
- Down to Earth (2008)
- Beachwood Canyon (2016)

### EP
- It All Starts Here… (2003)